# Cão-finlandês-da-lapônia
A cão-finlandês-da-lapônia[Nota] (em finlandês:  Suomenlapinkoira) é uma raça cuja origem foi creditada a Finlândia, embora tenha sido reivindicada no século XX por dois países, Suécia e Noruega, o que fez surgir duas variações. De personalidade ativa, é um animal robusto usado anteriormente para pastorear renas, que tem o adestramento considerado de moderado a difícil. Hoje é tido como um bom cão de companhia e de pastoreio de ovelhas e bois. Fisicamente por atingir os 21 kg, tem a cauda enrolada sobre o dorso e a pelagem dupla.